# Douba (Tabuk)
Pour les articles homonymes, voir Duba.
Douba (en arabe : Ḍubāʾ ضباء) est une ville portuaire sur la côte de la mer Rouge en Arabie saoudite dans la province de Tabuk. Elle est surnommée la perle de la mer Rouge.

## Histoire
La première référence au nom de Douba date de 1203. Les noms de "vallée de Salma" ou "vallée de Kafafah" existaient déjà depuis plusieurs siècles.
Le grec Ptolémée mentionne une route commerciale menant de Kafafah vers l'oasis d'Al-'Ula. 
Le cheikh Abdulghani Al Nabulsi écrit un passage sur Douba lors de son pèlerinage vers La Mecque. 
Les Ottomans fortifient la ville pendant leur domination pour protéger la route de l'Égypte vers l'Arabie. 
La conquête saoudienne en 1933 la mène vers sa forme moderne. Le roi Abdelaziz ben Abderrahman ben Fayçal Al Saoud y fait construire un château la même année.

## Géographie
Douba est située au nord-ouest de l'Arabie saoudite, à 300 km des frontières jordanienne, égyptienne et israélienne. Elle est à 800 km de Djeddah.
Douba est une ville portuaire, stratégiquement placée à l'entrée du Golfe d'Aqaba, avec des liaisons navales vers l'Égypte et la Jordanie. 
Il faut trois heures de ferry pour traverser la Mer Rouge.